# كوفي أوونر
كوفي أَوونَر (ولِدَ جورج كوفي نييديڤو أَوونَر-وليامز؛ 13 مارس 1935 – 21 سبتمبر 2013) (بالإنجليزية: Kofi Awoonor) كان شاعراً غانياً ومؤلفاً تجمع أعماله تقاليد الشعر لشعبه، الإوي الأصليين، والرمزيات المعاصرة والدينية لرسم صورةٍ لأفريقيا خلال إنهاء وتفكيك الاستعمار. بدأ الكتابة باسم جورج أوونَر-ويليامز ونُشِر له أيضاً باسم كوفي نييديڤو أوونَر. دَرّس الأدب الأفريقي في جامعة غانا، وكان الأستاذ أوونَر ممَن قُتَلوا في هجوم سبتمبر 2013 في سوق ويستغيت التجاري في  نيروبي، كينيا، حيث كان مشاركاً في مهرجان ستوريموجا.

## سيرة ذاتية
وُلِد جورج كوفي نييديفو أوونَر-وليامز قرية ويتا في منطقة فولتا(en) في ماكان يسمى حينها الساحل الذهبي(en) في غانا حالياً. كان الأكبر من أصل 10 أطفال في العائلة. ينحدر عن طريق أعمامه من عائلة أوونَر-وليامز من سلالة السيراليون الكريولية. تَعلّم في مدرسة أتشيموتا ومن بعدها أكمل في جامعة غانا والتي تخرّج منها عام 1960. في الجامعة كتب أول كتاب شعريّ له 'اِستجلاء' Rediscovery المنشور في 1964. كبقية أشعاره، استجلاء متجذّر في الأشعار الأفريقية الشفهية، ثم فإن أعماله المبكرة استلهمت بغناء وأبيات شعبِه، الإوي الأصليين، ونشر لاحقاً ترجمات لأعمالِ ثلاثةٍ من مغنين الرثاء من شعب الإوي (حرّاس الكلمة القدُس: أشعار الإوي، 1973). أدار أوونَر شركة أفلام غانا وساهم في تأسيس مسرح غانا، ليكون لهذا دور كبير في تنمية فنون المسرح والدراما في الدولة. كان أيضاً محرّراً في المجلة الأدبية أوكييمي Okyeame ومحرّراً مساعداً في مجلة ترانزشن.
درَس الأدب في كلية لندن الجامعية (ماجستير، 1970), وكتب في أثناء إقامته في إنجلترا عدة مسرحيات إذاعية للبي بي سي وبدأ حينها باستخدام الاسم كوفي أوونَر.
قضى بدايات السبعينات في الولايات المتحدة يدرُس ويدرّس في جامعة ستوني بروك (المسماة حينها سَني في ستوني بروك) حيث حصل على الدكتوراة في 1972. كتب في أثناء إقامته في الولايات المتحدة هذه الأرض, يا أخي(en و'ليلة دَمِي'، نُشِر كلا الكتابين في 1971.
عاد أوونَر إلى غانا في 1975 كرئيس قسم اللغة الإنجليزية في جامعة كيب كوست. اُعتُقل في غضون أشهر لمساعدته جندياً مشتبه لمحاولته بإسقاط الحكومة العسكرية وسُجِن بدون محاكمة؛ أُطلِق صراح أوونَر لاحقاً عندما خُفِفت عقوبته في أوكتوبر 1976. تحكي المجموعة 'البيت قرب البحر' عن الوقت الذي قضاه في الحبس. أصبح ناشطاً سياسياً بعد سَجنه وأكمل الكتابة عمّا غير-أدبي.
عَمِل أوونَر سفيرَ غانا للبرازيل من 1984 إلى 1988 قبل توليه منصب سفير دولته لدى كوبا. وكان أوونَر ممثل غانا الدائم للأمم المتحدة من 1990 إلى 1994 حيث رأس اللجنة المعنية بمناهضة الفصل العنصري. كان أيضاً رئيس مجلس الدولة وهو بدوره المجلس الاستشاري الرئيسي لرئيس غانا الذي خدم أوونَر فيه من 2003 حتى 2013.

## موته
كان أوونَر ممن قُتِلوا في 21 من سبتمبر 2013 في هجوم في سوق ويستغيت التجاري في نيروبي. كان حينها في كينيا مشاركاً في مهرجان ستوريموجا وهو بدوره احتفال مدته أربعة أيام بالكتابة والتفكير والقصّ حيث كان سيؤدي عرضاً أدبياً ليلة وفاته. كتب ابن أخيه ني باركِس الذي حضر نفس المهرجان الأدبي عن مقابلتهما للمرة الأولى ذاك اليوم. أكدّت الحكومية الغانية وفاة أوونَر في اليوم التالي. أُصيب ابنه، أفيتسي أوونَر، الذي رافق أباه لكنه أُخرِج من المستشفى بعدها. نُقِلت رفات أوونَر من نيروبي إلى أكرا، غانا في 25 من سبتمبر 2013.
أُحرِقت جثته ودُفِنت في مكان معين في بلدته ويتا في منطقة الڤولتا، ولم يكن هناك أي حداد أو نياح في جنازته كما كتب في وصيته قبل مماته.

## أعماله
شعر
- •	استجلاء وقصائد أخرى (1964) •	ليلة دَمِي (1971) – قصائد تستطلع جذور أوونر وتأثير الحكم الأجنبي على أفريقيا.[11] •	البيت قرب البحر (1978) •	وعد الأمل: قصائد جديدة ومختارة (مطبعة جامعة نبراسكا وأماليون، 2014)[18]

الرواية
- •	هذه الأرض، يا أخي "This Earth, My Brother" (1971) – مزيج يجمع بين رواية وقصيدة[11] تمثيل أدبي لأساطير الإوي ونظرتهم.
- •	أتى الرحّال أخيراً "Comes the Voyager at Last"  (1992)

دراسات
- ·        صدر الأرض: دراسة لتاريخ أفريقيا جنوب الصحراء الكبرى وثقافتها (1975)، مطبعة أنكور (ردمك 0-385-07053-5) ·        غانا: تاريخ سياسي من قبل أوروبا حتى الوقت الحاضر (1990) ·        المأزق الأفريقي: المقالات الكاملة (2006)، ناشري سب-ساهاران، (ردمك 9789988550820)

## فهم وتأويل أعماله
يقال أن أوونَر كتب عدداً وفيراً من أشعاره وكأنه يتصورمنيته، لكنه كاتبٌ فذّ وبارع، كاتبٌ يسعى مثابراً للإتيان بأصوله وثقافته في قصائده كإستعارته مفردات من لهجة الإوي المحلية. بصفته متعبّداً شغوفاً ومتمرساً لديانته وتقاليدها، مما يعني أنه كان من النوع المهتم بماهو أثري، هذه ظاهرة نادرة وأكثر ندرة في حالة من تلقى درجة عالية من التعليم. هذا الوعي –لا لأنه كفرد من النوع الأثري فحسب، بل لأن الثقافة بأكملها كانت تعاني من تبعثر وتشوّش– قد يظهر عبر قصائده بطريقة توحي للوهلة الأولى بأنه يكتب عن قرب موته وفنائه. بجانب العزاء الشخصي و الثقافي، ندد أوونَر متبصراً ما يعتبره شبح التأثير الغربي المنحطّ (من فلسفة دينية واجتماعية واقتصادية) على تاريخ الشعوب الأفريقية وثرواتها عامة. كان ينتقد أيضاً الحماسة الطائشة التي تبَنى بها الأفارقة أنفسهم هكذا أمور ثم لاحقاً استخدام ما اعتبره إهانةً للنفس تجاوزت تبديد الهوية الثقافية، فكان يبني كتاباته ليرى تلك الأمور من خلال عيون ثقافته الإيوية.

## روابط خارجية
- كوفي أوونر على موقع الموسوعة البريطانية (الإنجليزية)
- كوفي أوونر على موقع إن إن دي بي (الإنجليزية)
- تقرير يعزي وفاة كوفي أوونَر، 22 سبتمبر 2013
  - باولا كاهومبو من جامعة برنستون منسقة مهرجان ستوريموجا تروي مرافقتها لكوفي أوونَر مساء الجمعة التي سبقت لوفاته
  - تفاصيل لسيرة ذاتية، جامعة كوازولو-ناتال
  - مقابلة، جريدة سَن (نيجيريا)، 18 يونيو 2006
  - قصيدة: أغاني الحزن لكوفي أوونَر
  - فرانسيس كوارتينغ، "إلى الأستاذ كوفي أوونَر"، فايب غانا، 23 سبتمير 2013